# South Bay (Florida)
South Bay es una ciudad ubicada en el condado de Palm Beach en el estado estadounidense de Florida. En el Censo de 2010 tenía una población de 4.876 habitantes y una densidad poblacional de 508,55 personas por km².

## Geografía
South Bay se encuentra ubicada en las coordenadas 26°40′45″N 80°43′35″O / 26.67917, -80.72639. Según la Oficina del Censo de los Estados Unidos, South Bay tiene una superficie total de 9.59 km², de la cual 6.95 km² corresponden a tierra firme y (27.47%) 2.63 km² es agua.

## Demografía
Según el censo de 2010, había 4.876 personas residiendo en South Bay. La densidad de población era de 508,55 hab./km². De los 4.876 habitantes, South Bay estaba compuesto por el 24.57% blancos, el 64.99% eran afroamericanos, el 0.18% eran amerindios, el 0.57% eran asiáticos, el 0.02% eran isleños del Pacífico, el 7.75% eran de otras razas y el 1.91% pertenecían a dos o más razas. Del total de la población el 23.22% eran hispanos o latinos de cualquier raza.